# Lithothamnion philippii
Lithothamnion philippii Foslie, 1897  é o nome botânico  de uma espécie de algas vermelhas  pluricelulares do gênero Lithothamnion, subfamília Melobesioideae.
- São algas marinhas encontradas na Europa, África, Ilhas Canárias e Micronésia.

## Sinonímia
- Mesophyllum philippii  (Foslie) Adey, 1970